# Finhan
Finhan ([finɑ̃]; prononcer à l’occitane Fignan) est une commune française située dans département de Tarn-et-Garonne, en région Occitanie.
La commune possède un patrimoine naturel remarquable : deux sites Natura 2000, deux espaces protégés  et deux zones naturelles d'intérêt écologique, faunistique et floristique.

## Géographie

### Localisation
Commune située dans le sud duj département de Tarn-et-Garonne, à environ 20 km au sud-ouest de la ville de Montauban dans une bande de terrain entourée des cours du Tarn et de la Garonne, à proximité de l’axe de communication Toulouse – Bordeaux. Le village est situé sur la rive droite de la Garonne, au pied du premier coteau des plateaux de Lomagne.
Sur le plan historique et culturel, la commune est dans le Pays Montalbanais, correspondant à la partie méridionale du Quercy.
Elle se trouve dans l'aire d'attraction de Toulouse, dans la zone d'emploi de Montauban et dans le bassin de vie de Montech.

#### Communes limitrophes
Finhan est limitrophe de quatre autres communes.
Les communes limitrophes sont  Mas-Grenier, Monbéqui, Montbartier et Montech.
|             | Montech  |             |
| Mas-Grenier | Finhan   | Montbartier |
|             | Monbéqui |             |

### Géologie et relief
La superficie de la commune est de 1 148 hectares ; son altitude varie de 83  à   104 mètres.
La commune est limitée par ses champs agricoles tout autour d'elle. Elle est arrosée par plusieurs petits ruisseaux coulant vers la Garonne qui passent dans les principales peupleraies situées dans le ramier.

### Hydrographie

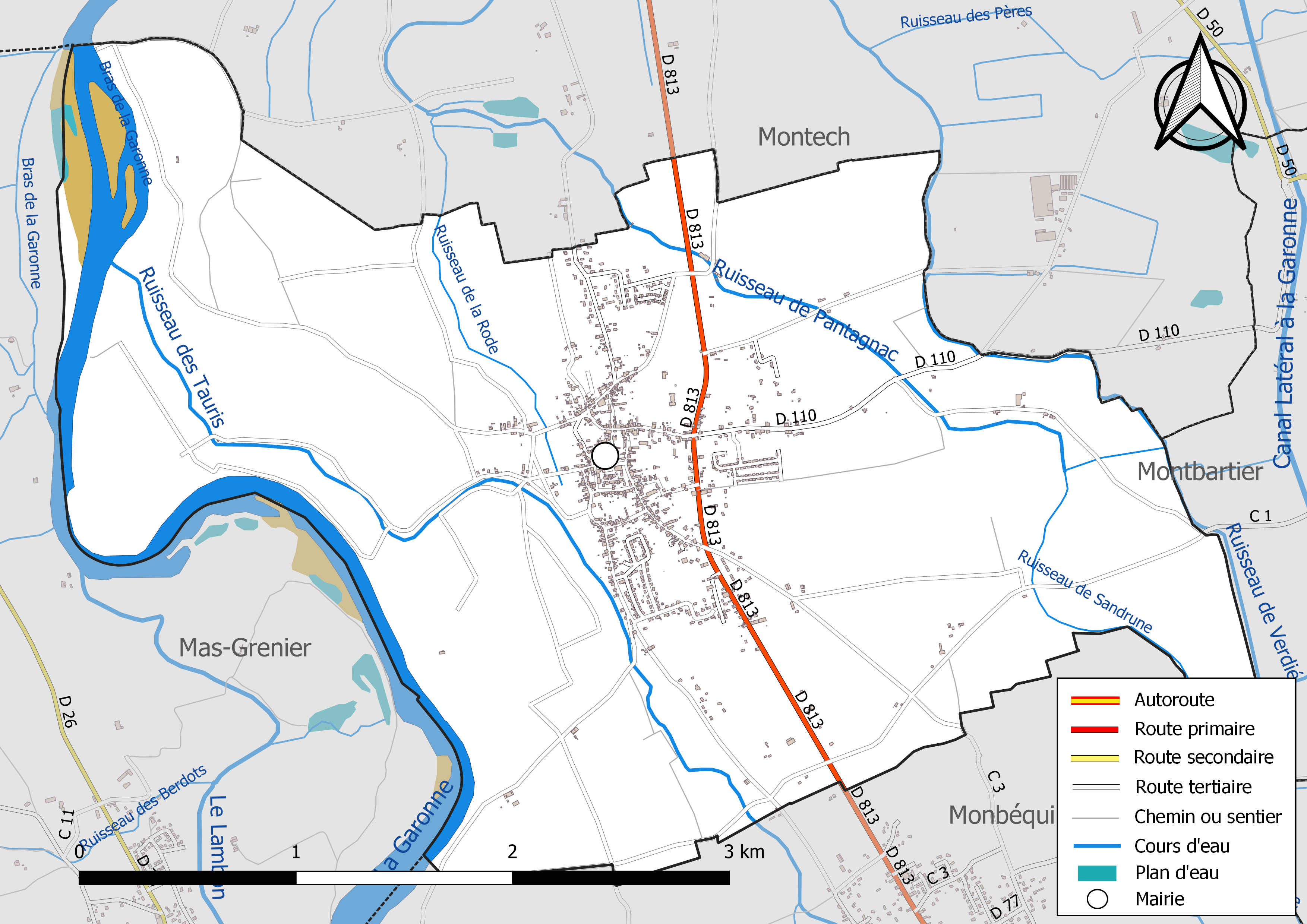
Réseaux hydrographique et routier de Finhan.

La commune est dans le bassin versant de la Garonne, au sein du bassin hydrographique Adour-Garonne.
Elle est drainée par la Garonne, le ruisseau de Pantagnac, le ruisseau des Tauris, le ruisseau de Verdié, un bras de la Garonne, un bras de la Garonne, le ruisseau de la Rode, le ruisseau de Sandrune et par un petit cours d'eau, constituant un réseau hydrographique de 16 km de longueur totale,.
La Garonne est un fleuve principalement français prenant sa source en Espagne et qui coule sur 529 km avant de se jeter dans l’océan Atlantique.
Le ruisseau de Pantagnac, d'une longueur totale de 12,9 km, prend sa source dans la commune et s'écoule du sud-est vers le nord-ouest. Il se jette dans la Garonne à Cordes-Tolosannes, après avoir traversé 4 communes.
Le ruisseau des Tauris, d'une longueur totale de 11 km, prend sa source dans la commune de Dieupentale et s'écoule du sud-est vers le nord-ouest. Il se jette dans la Garonnesur le territoire communal, après avoir traversé 5 communes.
Le ruisseau de Verdié, d'une longueur totale de 11,6 km, prend sa source dans la commune de Montbartier et s'écoule du sud-est vers le nord-ouest. Il traverse la commune et se jette dans le ruisseau de Pantagnac à Escatalens, après avoir traversé 4 communes.

### Climat
Pour des articles plus généraux, voir Climat de l'Occitanie et Climat de Tarn-et-Garonne.
En 2010, le climat de la commune est de type climat du Bassin du Sud-Ouest, selon une étude du Centre national de la recherche scientifique s'appuyant sur une série de données couvrant la période 1971-2000. En 2020, Météo-France publie une typologie des climats de la France métropolitaine dans laquelle la commune est exposée à un climat océanique altéré et est dans la région climatique Aquitaine, Gascogne, caractérisée par une pluviométrie abondante au printemps, modérée en automne, un faible ensoleillement au printemps, un été chaud (19,5 °C), des vents faibles, des brouillards fréquents en automne et en hiver et des orages fréquents en été (15 à 20 jours).
Pour la période 1971-2000, la température annuelle moyenne est de 13,2 °C, avec une amplitude thermique annuelle de 15,9 °C. Le cumul annuel moyen de précipitations est de 709 mm, avec 9,8 jours de précipitations en janvier et 5,5 jours en juillet. Pour la période 1991-2020, la température moyenne annuelle observée sur la station météorologique de Météo-France la plus proche, « Savenès_man », sur la commune de Savenès à 9 km à vol d'oiseau, est de 13,3 °C et le cumul annuel moyen de précipitations est de 705,4 mm. 
La température maximale relevée sur cette station est de 41 °C, atteinte le 27 juin 2019 ; la température minimale est de −14,5 °C, atteinte le 9 février 2012,,.
Les paramètres climatiques de la commune ont été estimés pour le milieu du siècle (2041-2070) selon différents scénarios d'émission de gaz à effet de serre à partir des nouvelles projections climatiques de référence DRIAS-2020. Ils sont consultables sur un site dédié publié par Météo-France en novembre 2022.

### Milieux naturels et biodiversité

#### Espaces protégés
La protection réglementaire est le mode d’intervention le plus fort pour préserver des espaces naturels remarquables et leur biodiversité associée,.
Deux espaces protégés sont présents sur la commune : 
- le « cours de la Garonne, de l'Aveyron, du Viaur et du Tarn », objet d'un arrêté de protection de biotope, d'une superficie de 1 262,3 ha[18] ;
- les « îles de Saint-Cassian », objet d'un arrêté de protection de biotope, d'une superficie de 72,1 ha[19].

#### Réseau Natura 2000

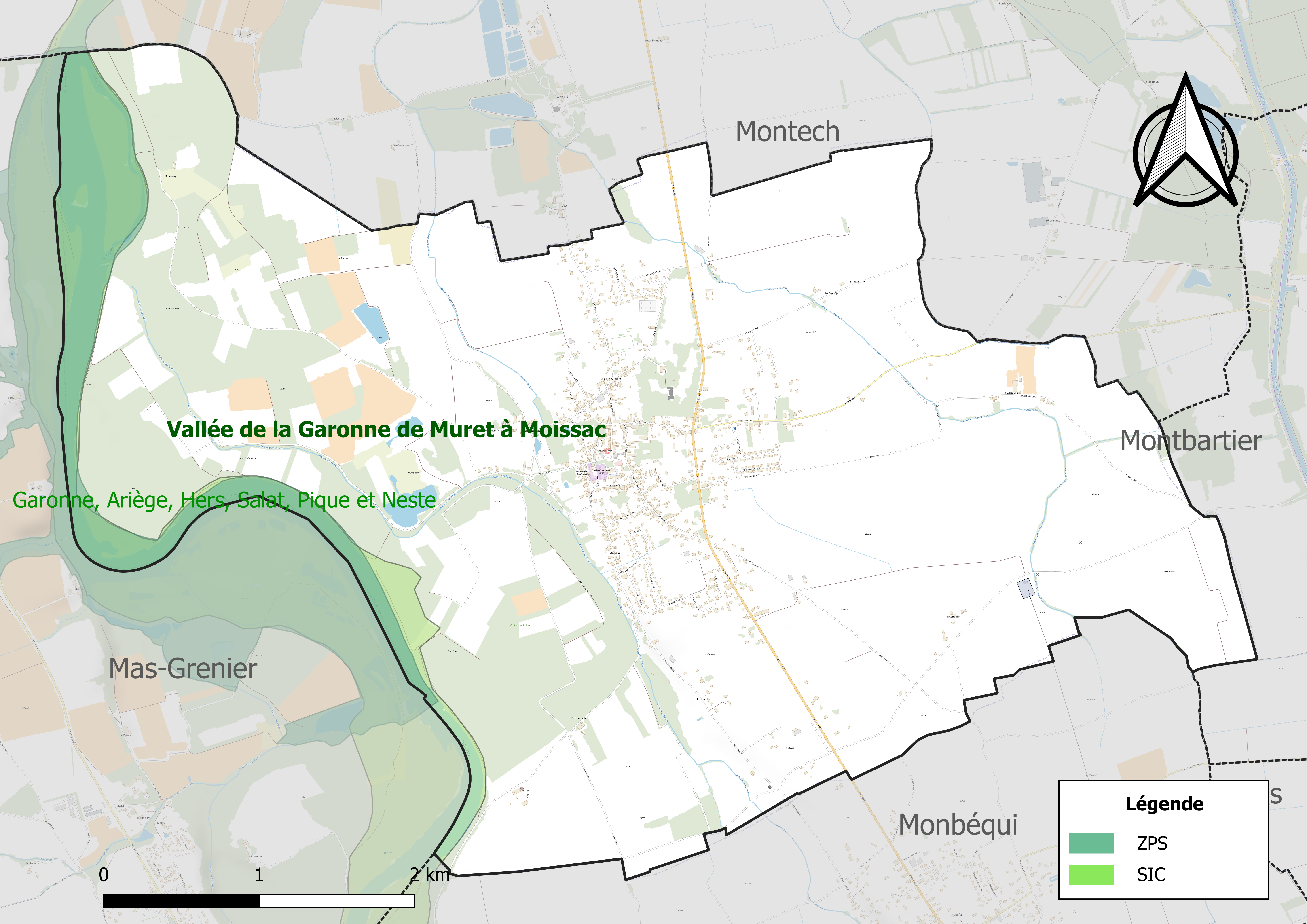
Site Natura 2000 sur le territoire communal.

Le réseau Natura 2000 est un réseau écologique européen de sites naturels d'intérêt écologique élaboré à partir des directives habitats et oiseaux, constitué de zones spéciales de conservation (ZSC) et de zones de protection spéciale (ZPS).
Un site Natura 2000 a été défini sur la commune au titre de la directive habitats, 
- « Garonne, Ariège, Hers, Salat, Pique et Neste », d'une superficie de 9 581 ha, un réseau hydrographique pour les poissons migrateurs, avec des zones de frayères actives et potentielles importantes pour le Saumon en particulier qui fait l'objet d'alevinages réguliers et dont des adultes atteignent déjà Foix sur l'Ariège[22]

et un au titre de la directive oiseaux : 
- la « vallée de la Garonne de Muret à Moissac », d'une superficie de 4 493 ha, hébergeant une avifaune bien représentée en diversité, mais en effectifs limités (en particulier, baisse des populations de plusieurs espèces de hérons). Sept espèces de hérons y nichent, dont le héron pourpré, ainsi que le Milan noir (avec des effectifs importants), l'Aigle botté, le Petit gravelot, la Mouette mélanocéphale, la Sterne pierregarin et le Martin-pêcheur[23].

#### Zones naturelles d'intérêt écologique, faunistique et floristique
L’inventaire des zones naturelles d'intérêt écologique, faunistique et floristique (ZNIEFF) a pour objectif de réaliser une couverture des zones les plus intéressantes sur le plan écologique, essentiellement dans la perspective d’améliorer la connaissance du patrimoine naturel national et de fournir aux différents décideurs un outil d’aide à la prise en compte de l’environnement dans l’aménagement du territoire.
Une ZNIEFF de type 1 est recensée sur la commune :
« la Garonne de Montréjeau jusqu'à Lamagistère » (5 075 ha), couvrant 92 communes dont 63 dans la Haute-Garonne, trois dans le Lot-et-Garonne et 26 dans le Tarn-et-Garonne et une ZNIEFF de type 2, : 
« la Garonne et milieux riverains, en aval de Montréjeau » (6 874 ha), couvrant 93 communes dont 64 dans la Haute-Garonne, trois dans le Lot-et-Garonne et 26 dans le Tarn-et-Garonne.

Carte des ZNIEFF de type 1 et 2 à Finhan.
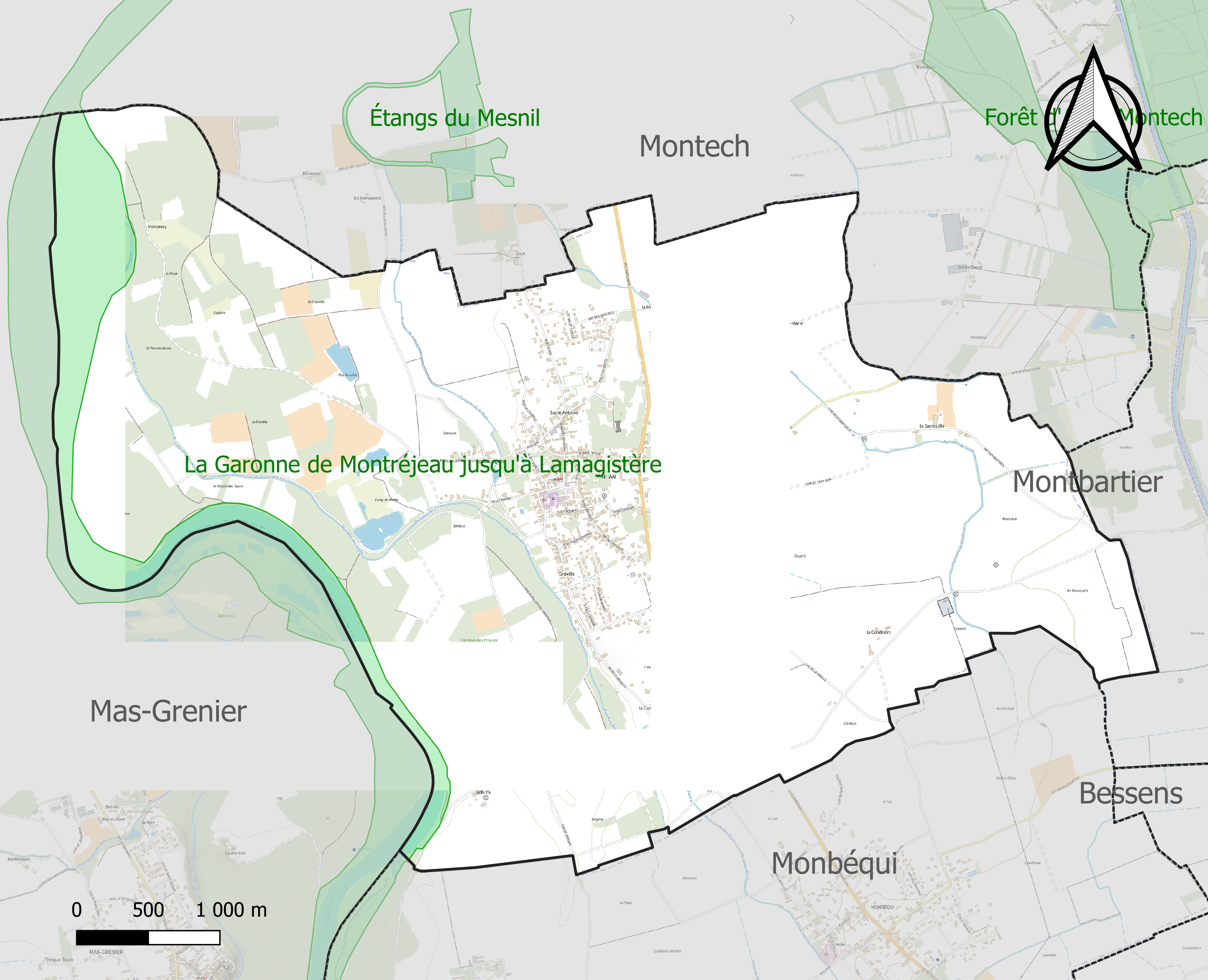
Carte de la ZNIEFF de type 1 sur la commune.
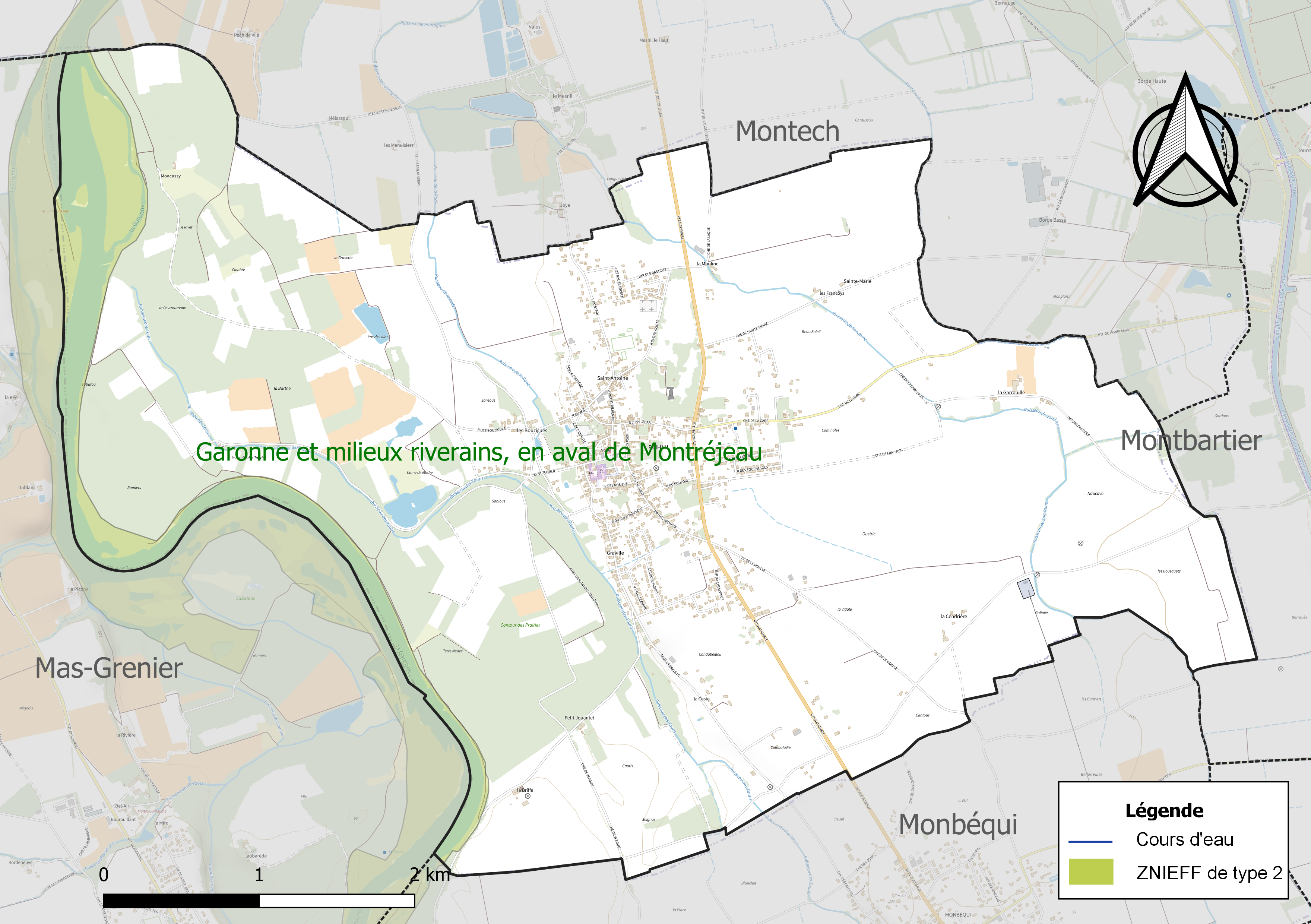
Carte de la ZNIEFF de type 2 sur la commune.

## Urbanisme

### Typologie
Au 1er janvier 2024, Finhan est catégorisée bourg rural, selon la nouvelle grille communale de densité à sept niveaux définie par l'Insee en 2022.
Elle est située hors unité urbaine. Par ailleurs la commune fait partie de l'aire d'attraction de Toulouse, dont elle est une commune de la couronne,.
Cette aire, qui regroupe 527 communes, est catégorisée dans les aires de 700 000 habitants ou plus (hors Paris),.

### Occupation des sols

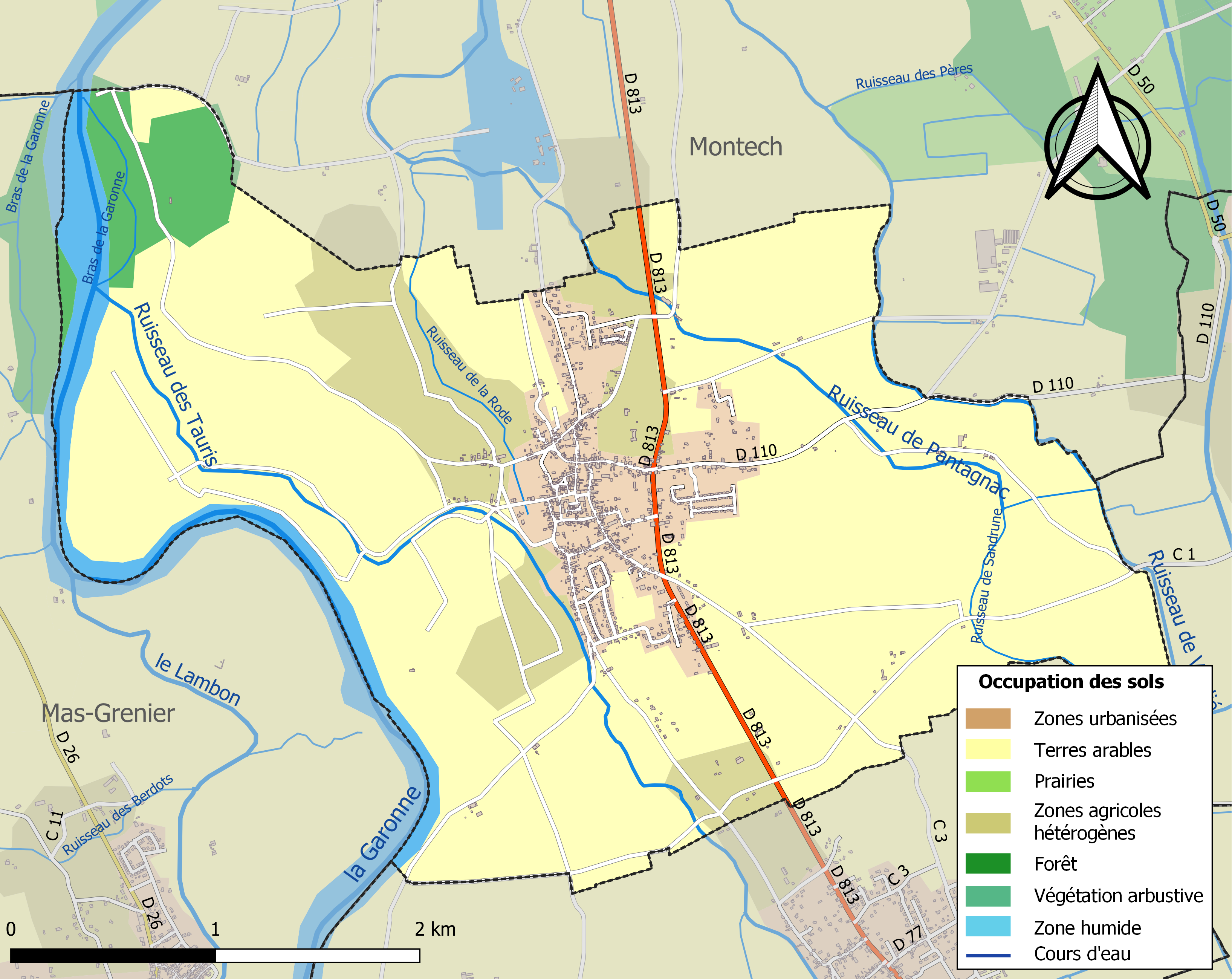
Carte des infrastructures et de l'occupation des sols de la commune en 2018 (CLC).

L'occupation des sols de la commune, telle qu'elle ressort de la base de données européenne d’occupation biophysique des sols Corine Land Cover (CLC), est marquée par l'importance des territoires agricoles (82,7 % en 2018), en augmentation par rapport à 1990 (59,6 %).
La répartition détaillée en 2018 est la suivante : 
terres arables (69,9 %), zones agricoles hétérogènes (12,4 %), zones urbanisées (9,1 %), eaux continentales (4,4 %), forêts (3,8 %), cultures permanentes (0,5 %).
L'évolution de l’occupation des sols de la commune et de ses infrastructures peut être observée sur les différentes représentations cartographiques du territoire : la carte de Cassini (XVIIIe siècle), la carte d'état-major (1820-1866) et les cartes ou photos aériennes de l'IGN pour la période actuelle (1950 à aujourd'hui).

### Voies de communication et transports
Accès avec les routes nationales : RN 123 et RN 113.
En bordure de la Garonne, entre Grisolles et Castelsarrasin, Finhan constitue un village de halte pour les routiers entreprenant la route départementale 813 ex-route nationale 123.

### Risques naturels et technologiques
Le territoire de la commune de Finhan est vulnérable à différents aléas naturels : météorologiques (tempête, orage, neige, grand froid, canicule ou sécheresse), inondations, mouvements de terrains et séisme (sismicité très faible). Il est également exposé à un risque technologique, le transport de matières dangereuses. Un site publié par le BRGM permet d'évaluer simplement et rapidement les risques d'un bien localisé soit par son adresse soit par le numéro de sa parcelle.

#### Risques naturels
Certaines parties du territoire communal sont susceptibles d’être affectées par le risque d’inondation par débordement de cours d'eau, notamment la Garonne, le ruisseau des Tauris, le ruisseau de Pantagnac et le ruisseau de Verdié. La cartographie des zones inondables en ex-Midi-Pyrénées réalisée dans le cadre du XIe Contrat de plan État-région, visant à informer les citoyens et les décideurs sur le risque d’inondation, est accessible sur le site de la DREAL Occitanie. La commune a été reconnue en état de catastrophe naturelle au titre des dommages causés par les inondations et coulées de boue survenues en 1982, 1993, 1994, 1996, 1999, 2000, 2015 et 2022,.
Finhan est exposée au risque de feu de forêt. Le département de Tarn-et-Garonne présentant toutefois globalement un niveau d’aléa moyen à faible très localisé, aucun Plan départemental de protection des forêts contre les risques d’incendie de forêt (PFCIF) n'a été élaboré. Le débroussaillement aux abords des maisons constitue l’une des meilleures protections pour les particuliers contre le feu,.

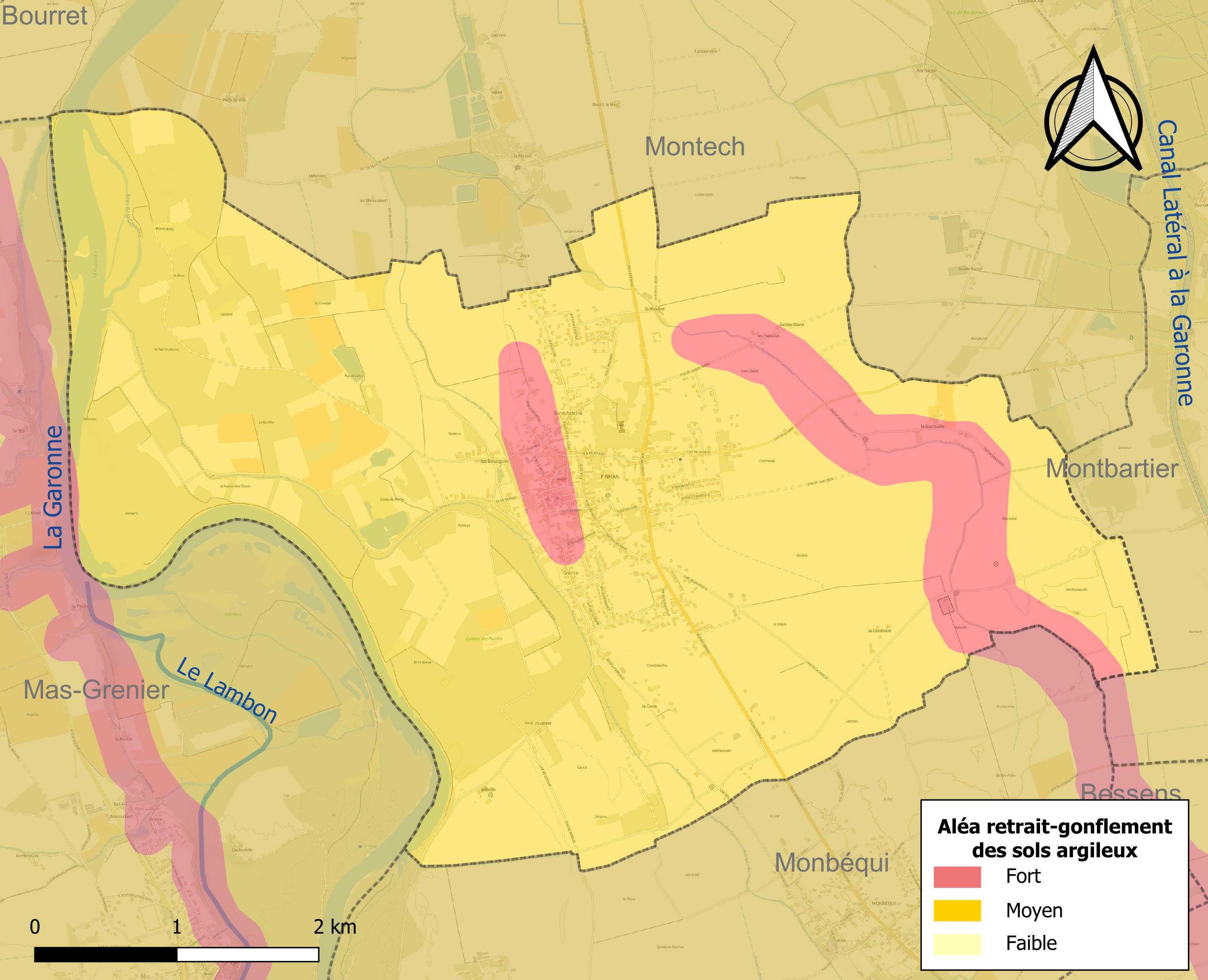
Carte des zones d'aléa retrait-gonflement des sols argileux de Finhan.

Les mouvements de terrains susceptibles de se produire sur la commune sont des tassements différentiels.
Le retrait-gonflement des sols argileux est susceptible d'engendrer des dommages importants aux bâtiments en cas d’alternance de périodes de sécheresse et de pluie. La totalité de la commune est en aléa moyen ou fort (92 % au niveau départemental et 48,5 % au niveau national). Sur les 646 bâtiments dénombrés sur la commune en 2019, 646 sont en aléa moyen ou fort, soit 100 %, à comparer aux 96 % au niveau départemental et 54 % au niveau national. Une cartographie de l'exposition du territoire national au retrait gonflement des sols argileux est disponible sur le site du BRGM,.
Par ailleurs, afin de mieux appréhender le risque d’affaissement de terrain, l'inventaire national des cavités souterraines permet de localiser celles situées sur la commune.
Concernant les mouvements de terrains, la commune a été reconnue en état de catastrophe naturelle au titre des dommages causés par la sécheresse en 1989, 1992 et 1998 et par des mouvements de terrain en 1999.

#### Risques technologiques
Le risque de transport de matières dangereuses sur la commune est lié à sa traversée par des infrastructures routières ou ferroviaires importantes ou la présence d'une canalisation de transport d'hydrocarbures. Un accident se produisant sur de telles infrastructures est susceptible d’avoir des effets graves sur les biens, les personnes ou l'environnement, selon la nature du matériau transporté. Des dispositions d’urbanisme peuvent être préconisées en conséquence.

## Toponymie
Le village portait le nom de Finhau avant 1801.

## Politique et administration

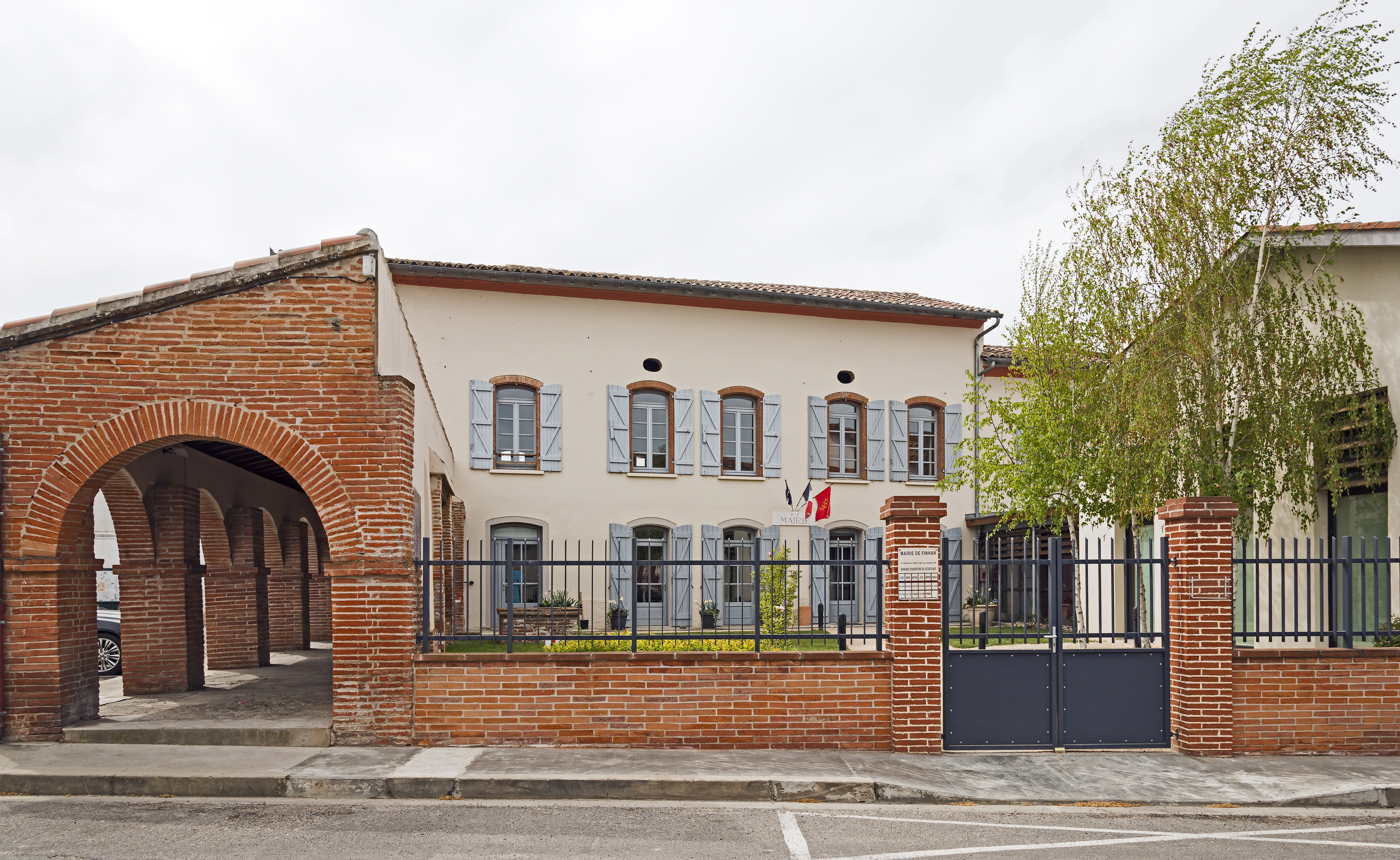
La mairie.

### Rattachements administratifs et électoraux

#### Rattachements administratifs
La commune se trouve depuis 1926 dans l'arrondissement de Montauban du département du Tarn-et-Garonne.
Elle faisait partie depuis 1793 du canton de Montech. Dans le cadre du redécoupage cantonal de 2014 en France, cette circonscription administrative territoriale a disparu, et le canton n'est plus qu'une circonscription électorale.

#### Rattachements électoraux
Pour les élections départementales, la commune fait partie depuis 2014 d'un nouveau canton de Montech dont la composition a évolué.
Pour l'élection des députés, elle fait partie de la deuxième circonscription de Tarn-et-Garonne.

### Intercommunalité
Finhan était membre de la communauté de communes Garonne et Canal, un établissement public de coopération intercommunale (EPCI) à fiscalité propre créé en 2002 et auquel la commune avait transféré un certain nombre de ses compétences, dans les conditions déterminées par le code général des collectivités territoriales.
Dans le cadre des dispositions de la loi portant nouvelle organisation territoriale de la République du 7 août 2015, qui prévoit que les établissements publics de coopération intercommunale (EPCI) à fiscalité propre doivent avoir un minimum de 15 000 habitants, cette intercommunalité a fusionné avec ses voisines pour former, le 1er janvier 2017, la communauté de communes Grand Sud Tarn-et-Garonne, dont est désormais membre la commune.

### Administration municipale
Le nombre d'habitants étant compris entre 500 et 1 499 habitants, le nombre de membres du conseil municipal est de quinze, y compris le maire et ses adjoints.

### Liste des maires
| Période                                  | Période                       | Identité                    | Étiquette | Qualité                                                                         |
| ---------------------------------------- | ----------------------------- | --------------------------- | --------- | ------------------------------------------------------------------------------- |
| Les données manquantes sont à compléter. |                               |                             |           |                                                                                 |
| 1790                                     | 1791                          | Jean Bouisset               | -         | Avocat au Parlement                                                             |
| 1791                                     | 1794                          | Georges Jougla              | -         | Praticien                                                                       |
| 1794                                     | 1796                          | Jean-Pierre Payssot         |           | Négociant                                                                       |
| 1796                                     | 1798                          | Jean-François Barrié        |           | Notaire                                                                         |
| 1798                                     | 1798                          | Georges Alexandre de Mazade |           | Juge de Paix                                                                    |
| 1798                                     | 1802                          | Jean-Pierre Payssot         |           | Négociant                                                                       |
| 1802                                     | 1808                          | Jacques Delport             |           | Marchand                                                                        |
| 1808                                     | 1809                          | Jean Bouisset               |           | Avocat au Parlement                                                             |
| 1809                                     | 1815                          | Jacques Delport             |           | Marchand                                                                        |
| 1815                                     | 1830                          | Jean-Marie Bouisset         |           | Avocat                                                                          |
| 1830                                     | 1836                          | Jean-Clair Payssot          |           | Propriétaire                                                                    |
| 1836                                     | 1837                          | Léonard Jougla              |           | Propriétaire                                                                    |
| 1837                                     | 1846                          | Bernard Salut               |           | Propriétaire                                                                    |
| 1846                                     | 1848                          | Jean Oustrières             |           | Propriétaire                                                                    |
| 1848                                     | 1848                          | Pierre Pégas                |           | Propriétaire                                                                    |
| 1848                                     | 1870                          | Jean-Roch Fauré             |           | Propriétaire                                                                    |
| 1870                                     | 1871                          | François Pégas              |           | Propriétaire cultivateur                                                        |
| 1871                                     | 1872                          | Jean-Pierre Dellac          |           | Notaire                                                                         |
| 1872                                     | 1874                          | Jean-Neveu Jougla           |           | Propriétaire                                                                    |
| 1874                                     | 1889                          | Henry de Pérignon           |           | Marquis, propriétaire                                                           |
| 1889                                     | 1935                          | Pierre Teissié-Solier       |           | Propriétaire                                                                    |
| 1935                                     | 1945                          | Jacques Larnaudie           |           | Entrepreneur industriel                                                         |
| 1945                                     | 1947                          | François Lacaze             |           | Propriétaire exploitant                                                         |
| 1947                                     | 1954                          | Constant Samuel             |           | Commerçant                                                                      |
| 1954                                     | 1965                          | Joseph Rameau               |           | Colonel en retraite                                                             |
| 1965                                     | 1971                          | François Payssot            |           | Administrateur                                                                  |
| 1971                                     | 1979                          | Bernard Courrech            |           | Commerçant épicier                                                              |
| 1979                                     | 1995                          | Raymond Longueville         |           | Fabricant d'échelles en bois                                                    |
| 1995                                     | 2008                          | Jean-Claude Tournie         | UMP       | Armurier                                                                        |
| 2008                                     | février 2023                  | Jean-François Fernandez     | DVG       | Restaurateur Mandat écourté par la démission d'une partie du conseil municipal. |
| février 2023                             | En cours (au 10 janvier 2024) | Christiane Rey              |           | Employée administrative d'entreprise                                            |

## Équipements et services publics

### Enseignement
Finhan fait partie de l'académie de Toulouse.
Les enfants sont scolarisés à l'école publique Jean-Lacaze ou à l'école privé Emilie de Rodat, dotées d'une cantine.

## Population et société
Les habitants sont appelés les Finhanais ou  Finhanaises.

### Démographie
L'évolution du nombre d'habitants est connue à travers les recensements de la population effectués dans la commune depuis 1793. Pour les communes de moins de 10 000 habitants, une enquête de recensement portant sur toute la population est réalisée tous les cinq ans, les populations de référence des années intermédiaires étant quant à elles estimées par interpolation ou extrapolation. Pour la commune, le premier recensement exhaustif entrant dans le cadre du nouveau dispositif a été réalisé en 2006.

En 2022, la commune comptait 1 475 habitants, en évolution de −3,02 % par rapport à 2016 (Tarn-et-Garonne : +3,12 %, France hors Mayotte : +2,11 %).
| 1793  | 1800  | 1806  | 1821  | 1831  | 1836  | 1841  | 1846  | 1851  |
| ----- | ----- | ----- | ----- | ----- | ----- | ----- | ----- | ----- |
| 1 379 | 1 198 | 1 312 | 1 611 | 1 730 | 1 646 | 1 618 | 1 672 | 1 684 |

| 1856  | 1861  | 1866  | 1872  | 1876  | 1881  | 1886  | 1891  | 1896  |
| ----- | ----- | ----- | ----- | ----- | ----- | ----- | ----- | ----- |
| 1 696 | 1 714 | 1 614 | 1 587 | 1 515 | 1 437 | 1 453 | 1 424 | 1 351 |

| 1901  | 1906  | 1911  | 1921  | 1926  | 1931  | 1936  | 1946  | 1954  |
| ----- | ----- | ----- | ----- | ----- | ----- | ----- | ----- | ----- |
| 1 261 | 1 258 | 1 288 | 1 079 | 1 068 | 1 049 | 1 126 | 1 029 | 1 045 |

| 1962  | 1968 | 1975 | 1982 | 1990 | 1999 | 2006  | 2011  | 2016  |
| ----- | ---- | ---- | ---- | ---- | ---- | ----- | ----- | ----- |
| 1 044 | 986  | 906  | 893  | 900  | 934  | 1 246 | 1 433 | 1 521 |

| 2021  | 2022  | - | - | - | - | - | - | - |
| ----- | ----- | - | - | - | - | - | - | - |
| 1 499 | 1 475 | - | - | - | - | - | - | - |

Finhan est une commune rurale qui a connu une forte hausse de la population depuis 1975.
| selon la population municipale des années : | 1968 | 1975 | 1982 | 1990 | 1999 | 2006 | 2009 | 2013 |
| Rang de la commune dans le département      | 35   | 48   | 35   | 38   | 38   | 33   | 32   | 31   |
| Nombre de communes du département           | 195  | 195  | 195  | 195  | 195  | 195  | 195  | 195  |

### Sports et loisirs
Chasse, pétanque, pêche,

## Économie

### Revenus
En 2018, la commune compte 592 ménages fiscaux, regroupant 1 546 personnes. La médiane du revenu disponible par unité de consommation est de 20 340 € (20 140 € dans le département).

### Emploi
|                | 2008  | 2013   | 2018   |
| -------------- | ----- | ------ | ------ |
| Commune        | 8,8 % | 8,8 %  | 10,2 % |
| Département    | 8,4 % | 10,2 % | 10,3 % |
| France entière | 8,3 % | 10 %   | 10 %   |

En 2018, la population âgée de 15 à 64 ans s'élève à 915 personnes, parmi lesquelles on compte 78,3 % d'actifs (68,1 % ayant un emploi et 10,2 % de chômeurs) et 21,7 % d'inactifs,. En  2018, le taux de chômage communal (au sens du recensement) des 15-64 ans est inférieur à celui du département, mais supérieur à celui de la France, alors qu'en 2008 il était supérieur à celui du département.
La commune fait partie de la couronne de l'aire d'attraction de Toulouse, du fait qu'au moins 15 % des actifs travaillent dans le pôle,. Elle compte 123 emplois en 2018, contre 132 en 2013 et 130 en 2008. Le nombre d'actifs ayant un emploi résidant dans la commune est de 629, soit un indicateur de concentration d'emploi de 19,6 % et un taux d'activité parmi les 15 ans ou plus de 62,6 %.
Sur ces 629 actifs de 15 ans ou plus ayant un emploi, 85 travaillent dans la commune, soit 13 % des habitants. Pour se rendre au travail, 89,8 % des habitants utilisent un véhicule personnel ou de fonction à quatre roues, 2,4 % les transports en commun, 3,8 % s'y rendent en deux-roues, à vélo ou à pied et 4 % n'ont pas besoin de transport (travail au domicile).

### Activités hors agriculture

#### Secteurs d'activités
66 établissements sont implantés  à Finhan au 31 décembre 2019. Le tableau ci-dessous en détaille le nombre par secteur d'activité et compare les ratios avec ceux du département,.
| Secteur d'activité                                                                                        | Commune | Commune | Département |
| Secteur d'activité                                                                                        | Nombre  | %       | %           |
| --- | ------- | ------- | ----------- |
| Ensemble                                                                                                  | 66      |         |             |
| Industrie manufacturière, industries extractives et autres                                                | 4       | 6,1 %   | (9,6 %)     |
| Construction                                                                                              | 14      | 21,2 %  | (14,9 %)    |
| Commerce de gros et de détail, transports, hébergement et restauration                                    | 17      | 25,8 %  | (29,7 %)    |
| Information et communication                                                                              | 2       | 3 %     | (1,9 %)     |
| Activités immobilières                                                                                    | 1       | 1,5 %   | (3,3 %)     |
| Activités spécialisées, scientifiques et techniques et activités de services administratifs et de soutien | 7       | 10,6 %  | (14,1 %)    |
| Administration publique, enseignement, santé humaine et action sociale                                    | 9       | 13,6 %  | (13,6 %)    |
| Autres activités de services                                                                              | 12      | 18,2 %  | (9,3 %)     |

Le secteur du commerce de gros et de détail, des transports, de l'hébergement et de la restauration est prépondérant sur la commune puisqu'il représente 25,8 % du nombre total d'établissements de la commune (17 sur les 66 entreprises implantées  à Finhan), contre 29,7 % au niveau départemental.

#### Entreprises et commerces
Les trois entreprises ayant leur siège social sur le territoire communal qui génèrent le plus de chiffre d'affaires en 2020 sont : 
- Iniguez Distribution, supermarchés (4 003 k€)
- V8 Garage, entretien et réparation de véhicules automobiles légers (312 k€)
- Kilic Gael, construction de maisons individuelles (60 k€)

### Agriculture
La commune est dans les « Vallées et Terrasses », une petite région agricole occupant le centre et une bande d'est en ouest  du département de Tarn-et-Garonne. En 2020, l'orientation technico-économique de l'agriculture  sur la commune est la polyculture et/ou le polyélevage.
|               | 1988 | 2000 | 2010 | 2020  |
| ------------- | ---- | ---- | ---- | ----- |
| Exploitations | 43   | 25   | 17   | 10    |
| SAU (ha)      | 782  | 809  | 780  | 1 037 |

Le nombre d'exploitations agricoles en activité et ayant leur siège dans la commune est passé de 43 lors du recensement agricole de 1988  à 25 en 2000 puis à 17 en 2010 et enfin à 10 en 2020, soit une baisse de 77 % en 32 ans. Le même mouvement est observé à l'échelle du département qui a perdu pendant cette période 57 % de ses exploitations,. La surface agricole utilisée sur la commune a quant à elle augmenté, passant de 782 ha en 1988 à 1 037 ha en 2020. Parallèlement la surface agricole utilisée moyenne par exploitation a augmenté, passant de 18 à 104 ha.

## Culture locale et patrimoine

### Lieux et monuments
- L'église Saint-Martin, dont le clocher est  Classé MH (1947)[60]. Plusieurs objets sont référencés dans la base Palissy[60].

La construction de l’église est d’origine romane. Celle-ci a été endommagée par les guerres et reconstruite plusieurs fois. À l'intérieur, un retable du XIXe siècle avec en son centre le « Christ en Croix » par Taillade, peintre à Montauban au milieu du XIXe. Le plafond à caissons d'inspiration italienne réalisé par le marquis de Pérignon alors maire (1874 – 1889), reprend les armoiries des différents prélats de la région. La chaire à double escalier a été présentée à l'exposition universelle de 1900 de Paris.

Le clocher de l'église Saint-Martin.
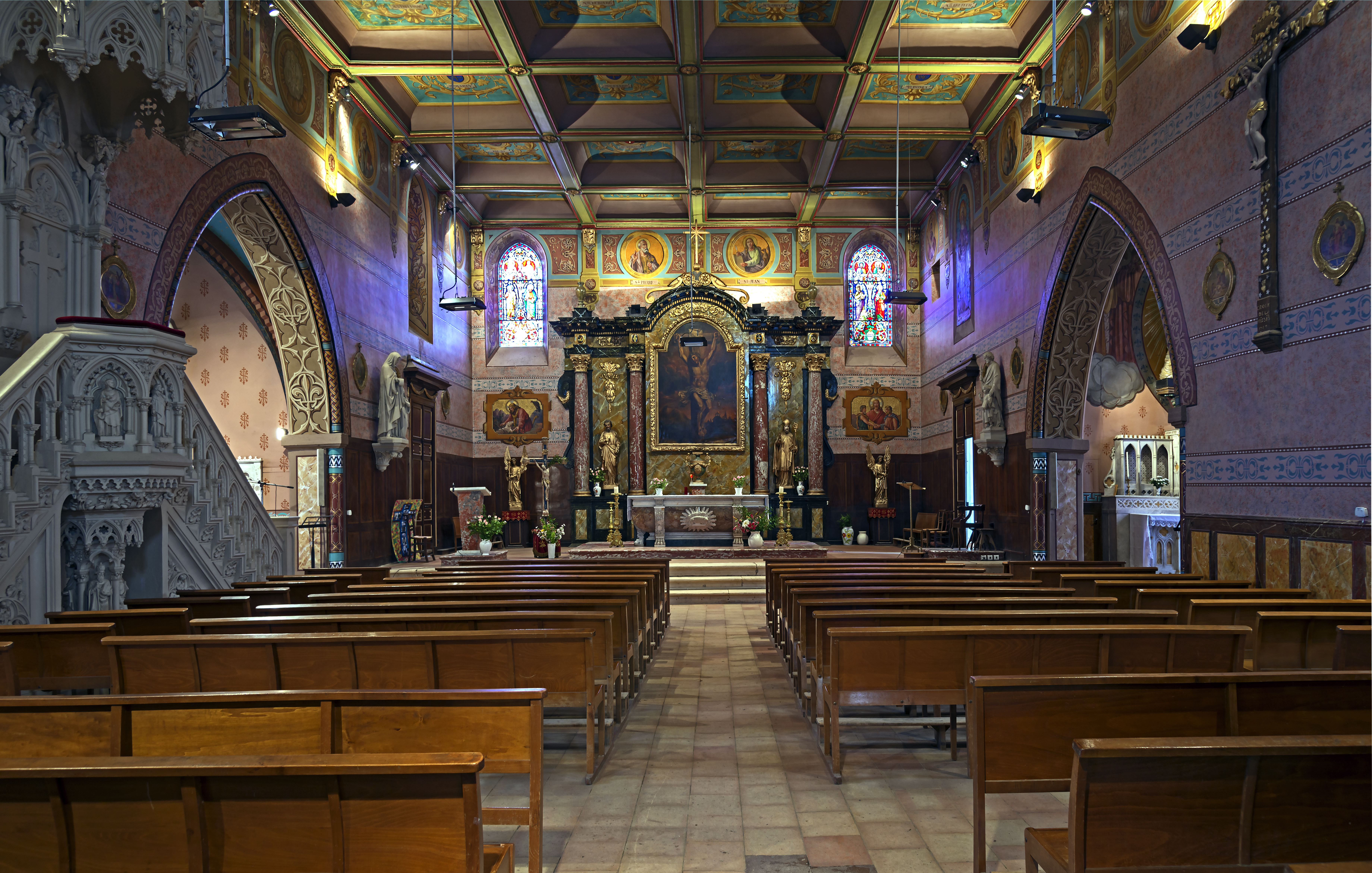
Vue de l'intérieur.
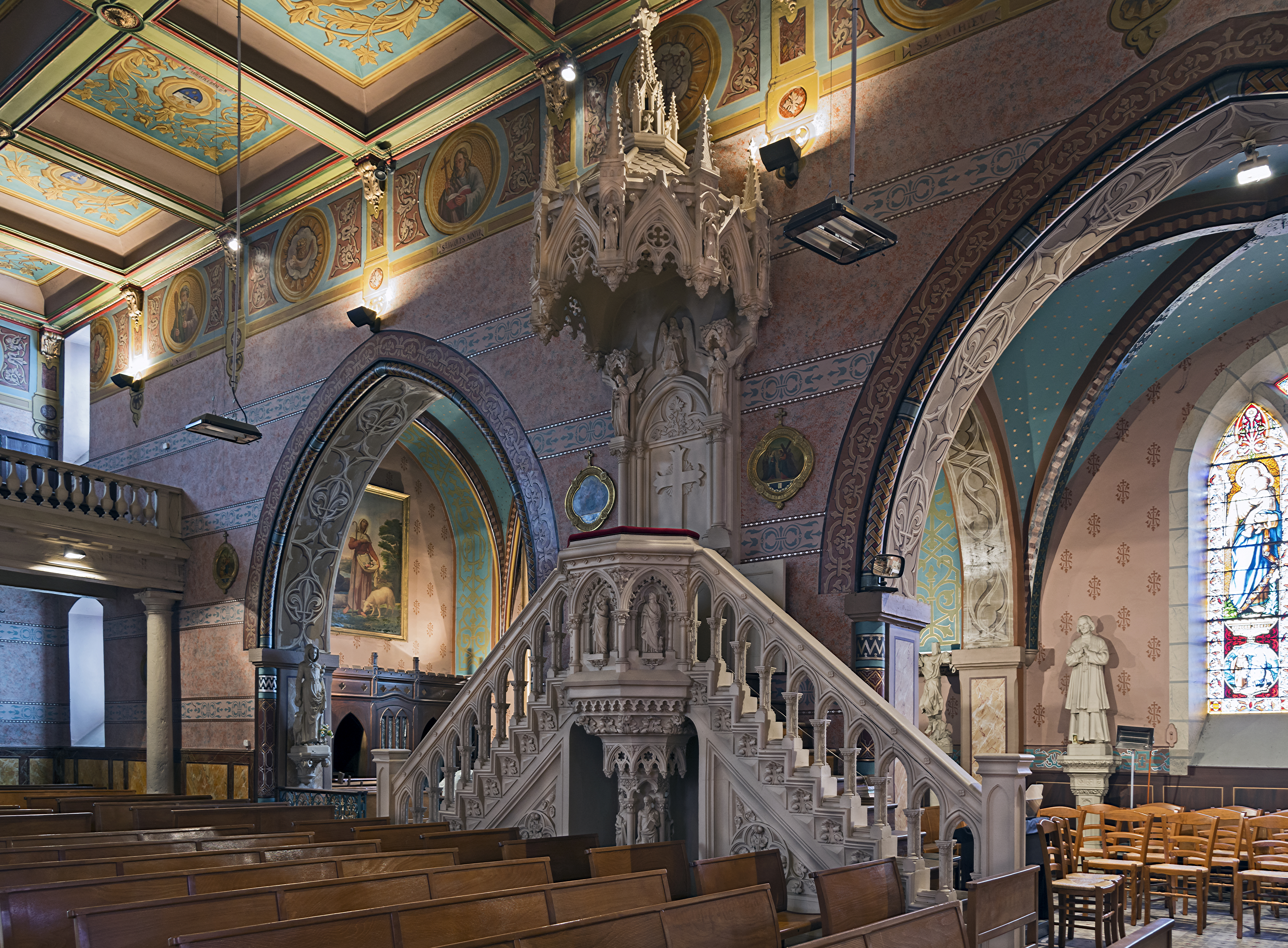
Chaire néogothique en marbre blanc et à double escalier.
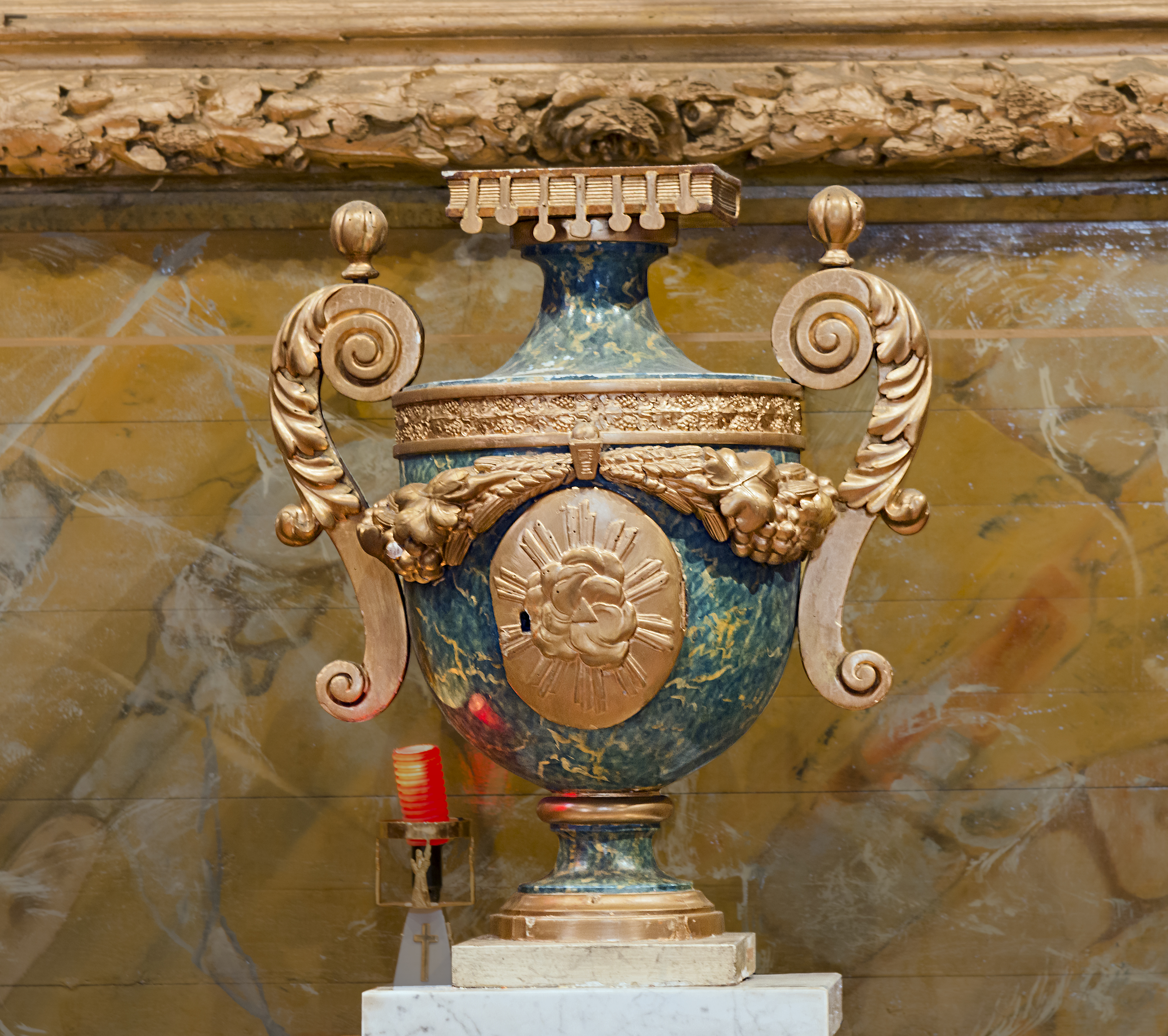
Tabernacle en bois sculpté du XVIIIe.
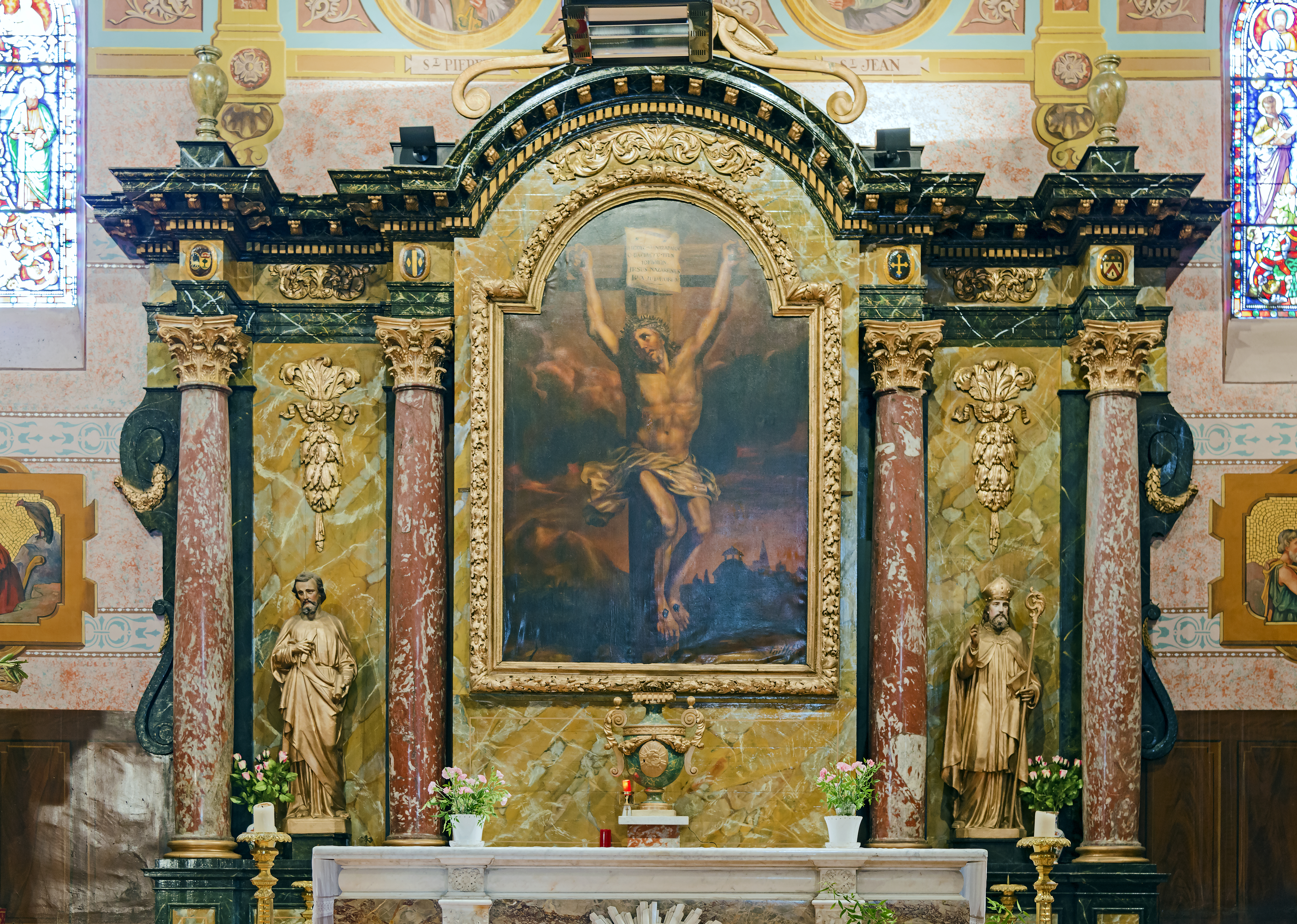
Retable stuc et marbre des Pyrénées, première moitié du XIXe.
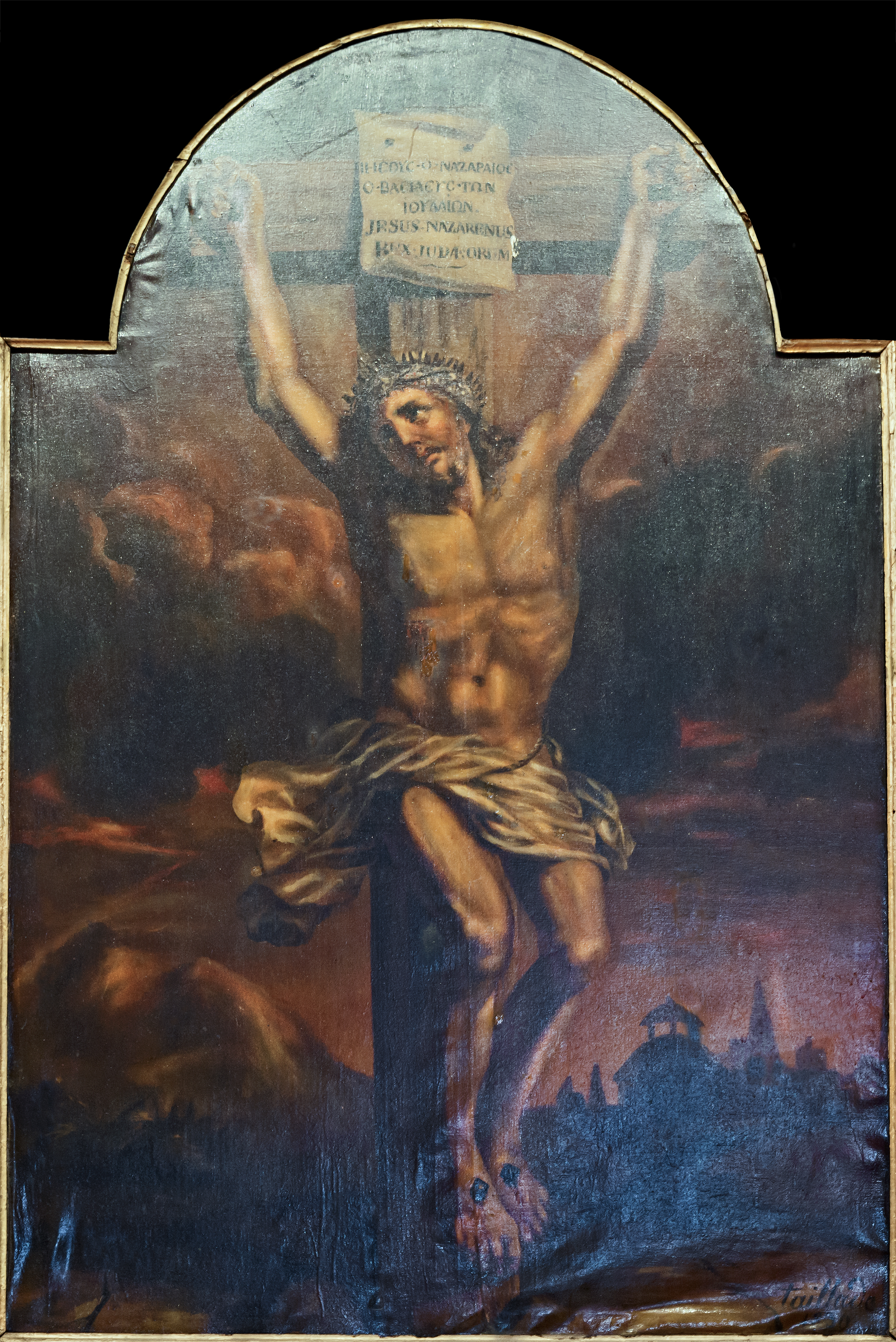
« Le Christ en Croix » par Taillade.
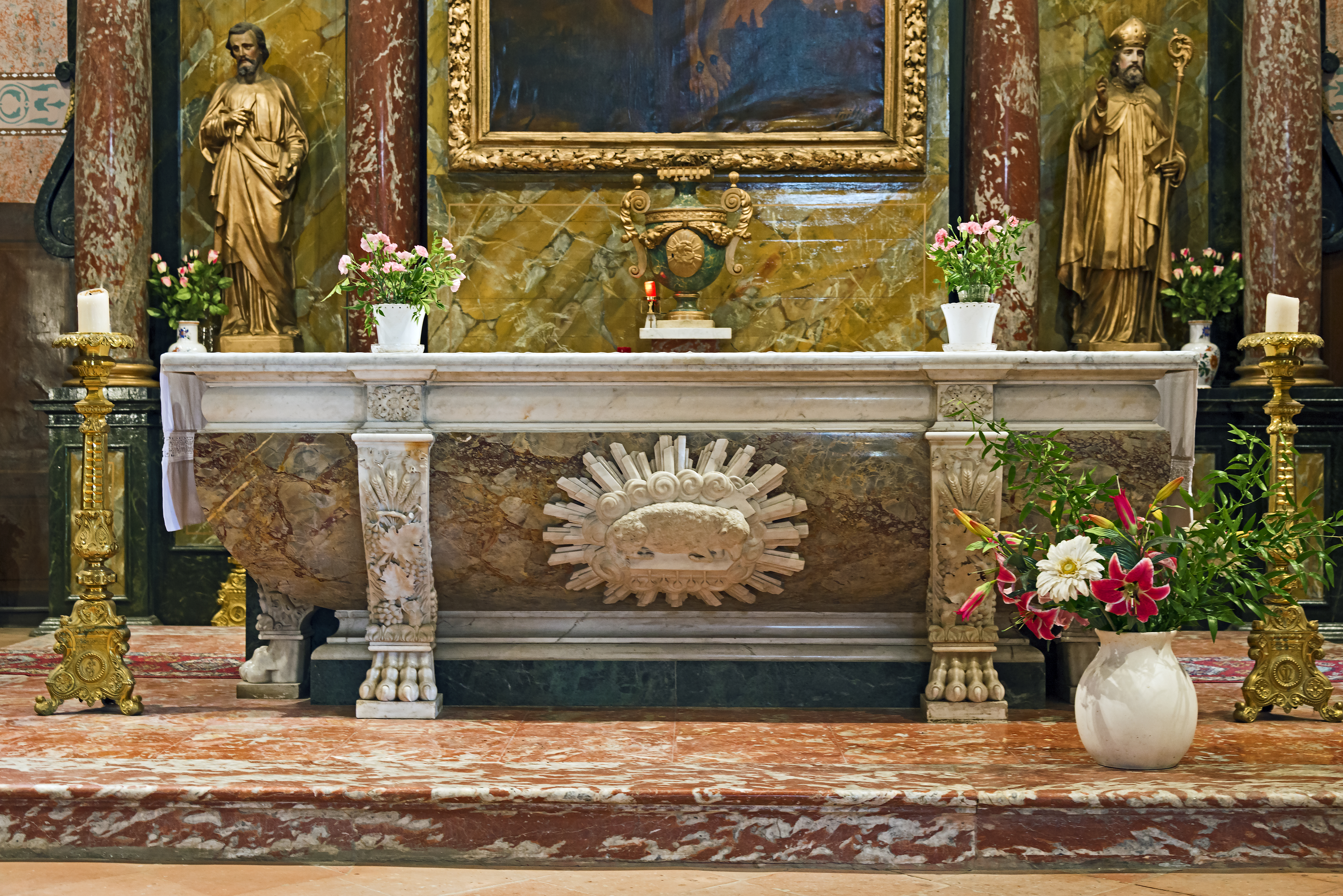
L'autel.
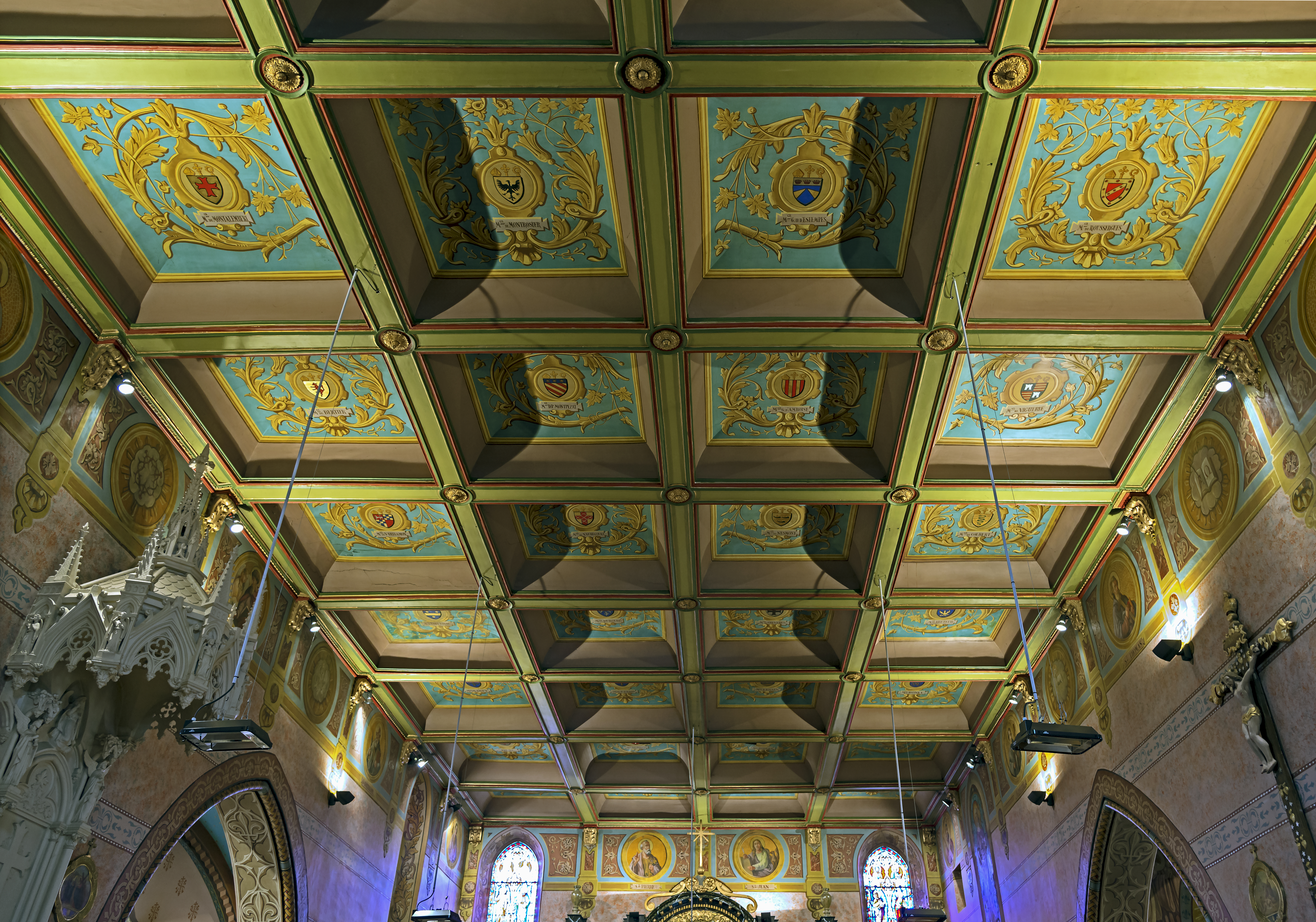
Le plafond à caissons.
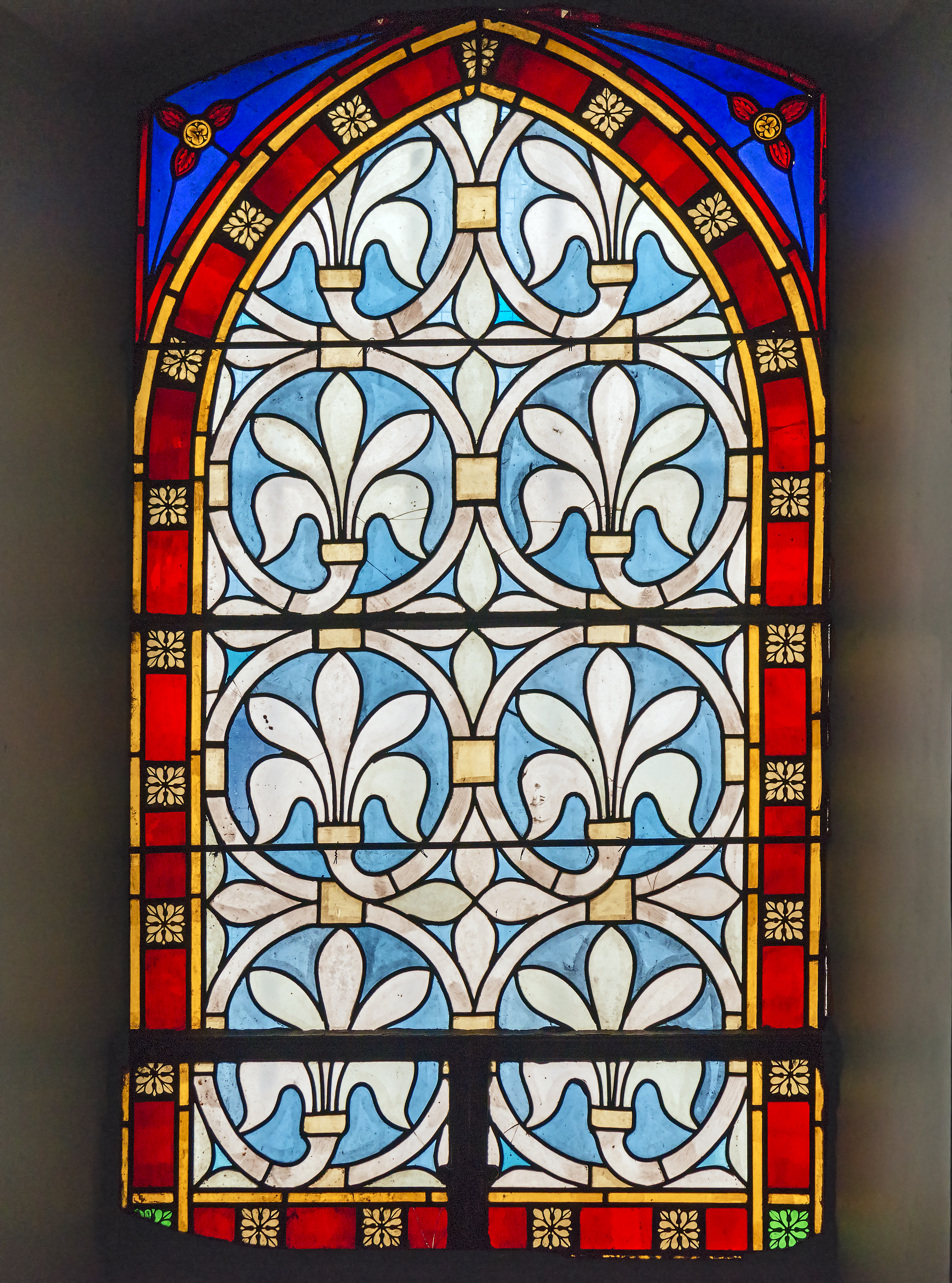
Vitrail du VIIIe siècle.

- Le château de Pérignon  Inscrit MH (2002, Les chapelles funéraire et néo-gothique du château)[61] : 
Placé à l'entrée du village en bordure de la RD 813, ce château a été réaménagé et agrandi en 1750 par une famille noble, habitant Montech, celle du maréchal Pérignon, qui commanda l'armée des Pyrénées et fut vice-roi de Naples puis gouverneur à Paris. Une partie du château avait été construite peu avant cette date, deux tours ont été ajoutées lors de son extension. Actuellement, il est en bon état de conservation et est habité par un descendant de la famille.

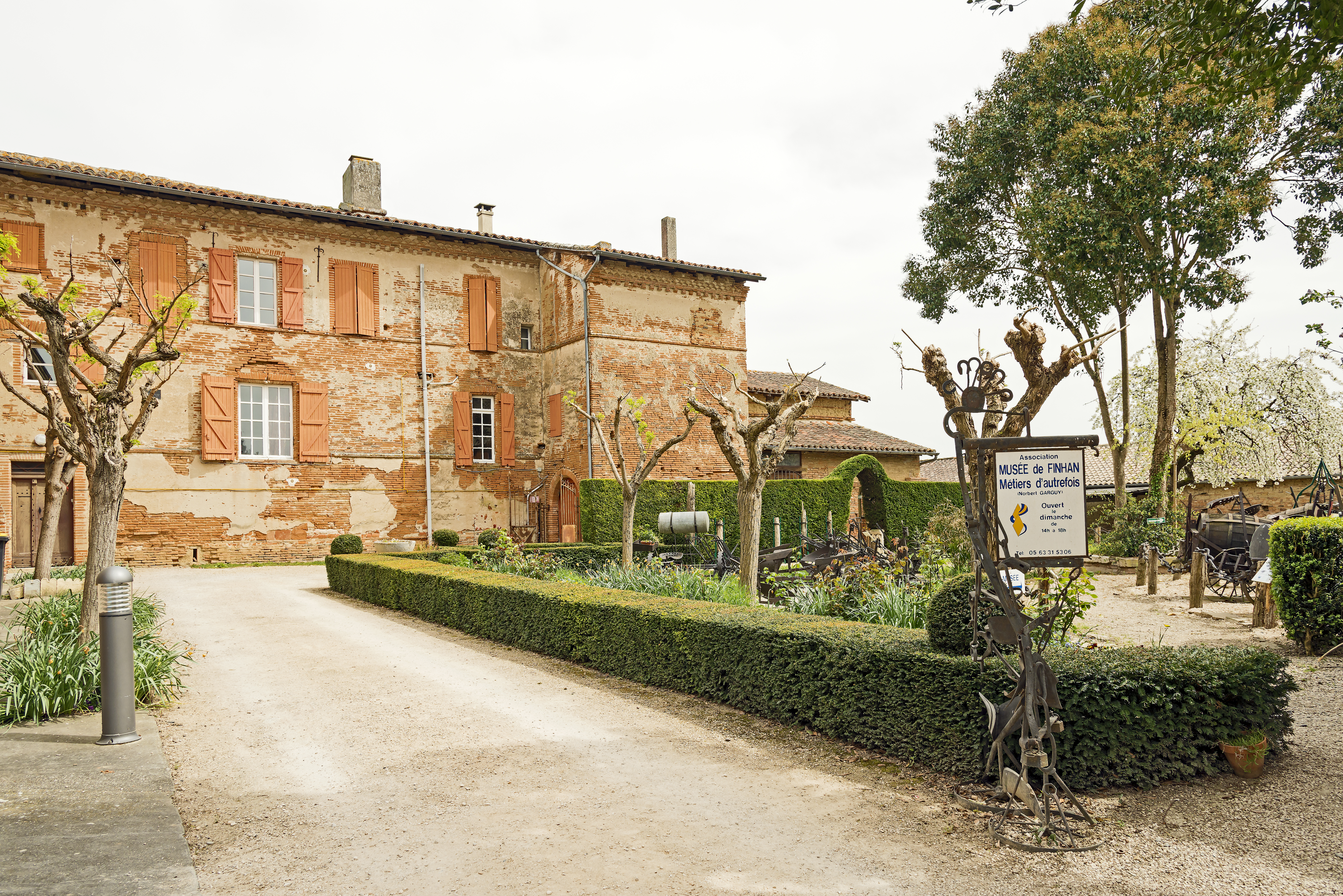
Le musée des métiers d'Autrefois.

- Musée associatif Norbert Garguy - Les Métiers d'autrefois : 
Situé dans une aille du presbytère, le musée présente des objets retraçant la vie des paysans et des artisans du village aux XIXe et XXe siècles[62], mais aussi des vestiges gallo-romains découverts lors de fouilles archéologiques de la nécropole de Finhan et une collection de mobilier préhistorique du Paléolithique au Néolithique trouvé le long de la vallée de la Garonne[63].

- Le musée des arts graphiques et des musiques actuelles (MAGMA), aménagé dans une maison bourgeoise de 800 m² construite en briques de terre crue, unique pour cette ampleur et cette fonction, ainsi qu'en briques de terre cuite pour les entourages, dessinée sur un plan carré presque parfait de 20 m x 20 m sur deux niveaux, pour le chirurgien Théodore Larnaudie dans les années 1860[64],[65],[66].

- Lavoir du XIXe siècle

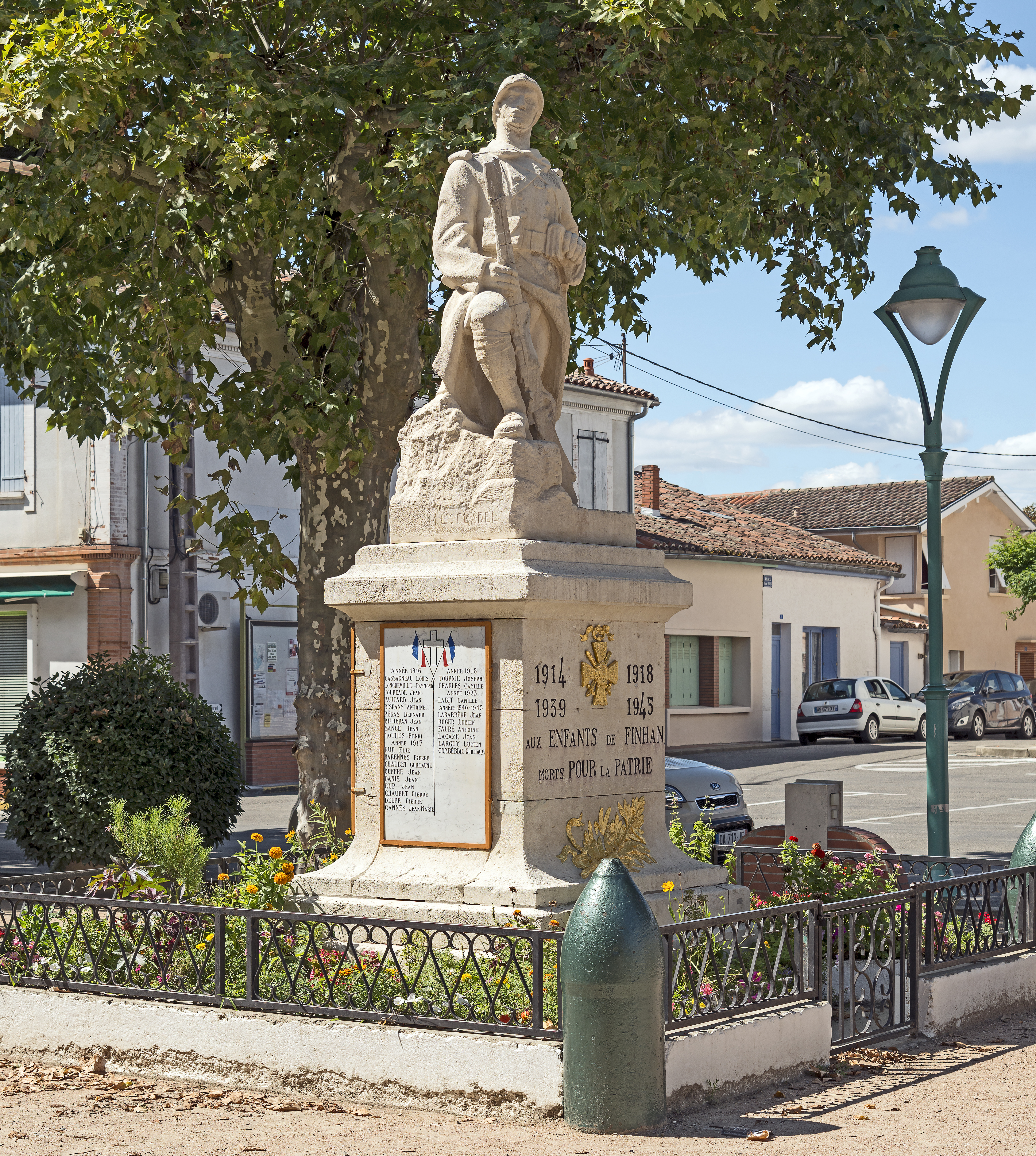
Le monument aux morts.
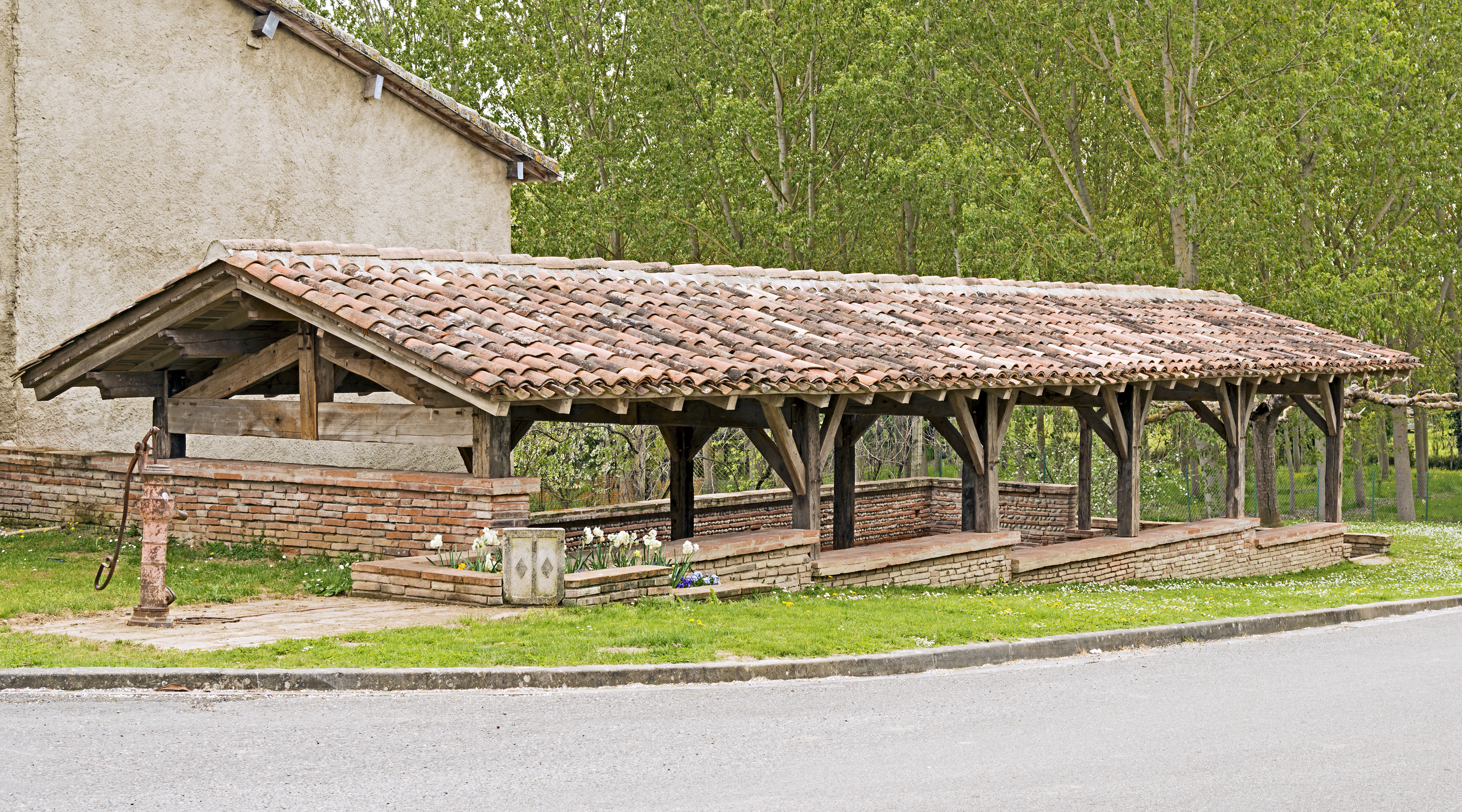
Lavoir Napoléon III.
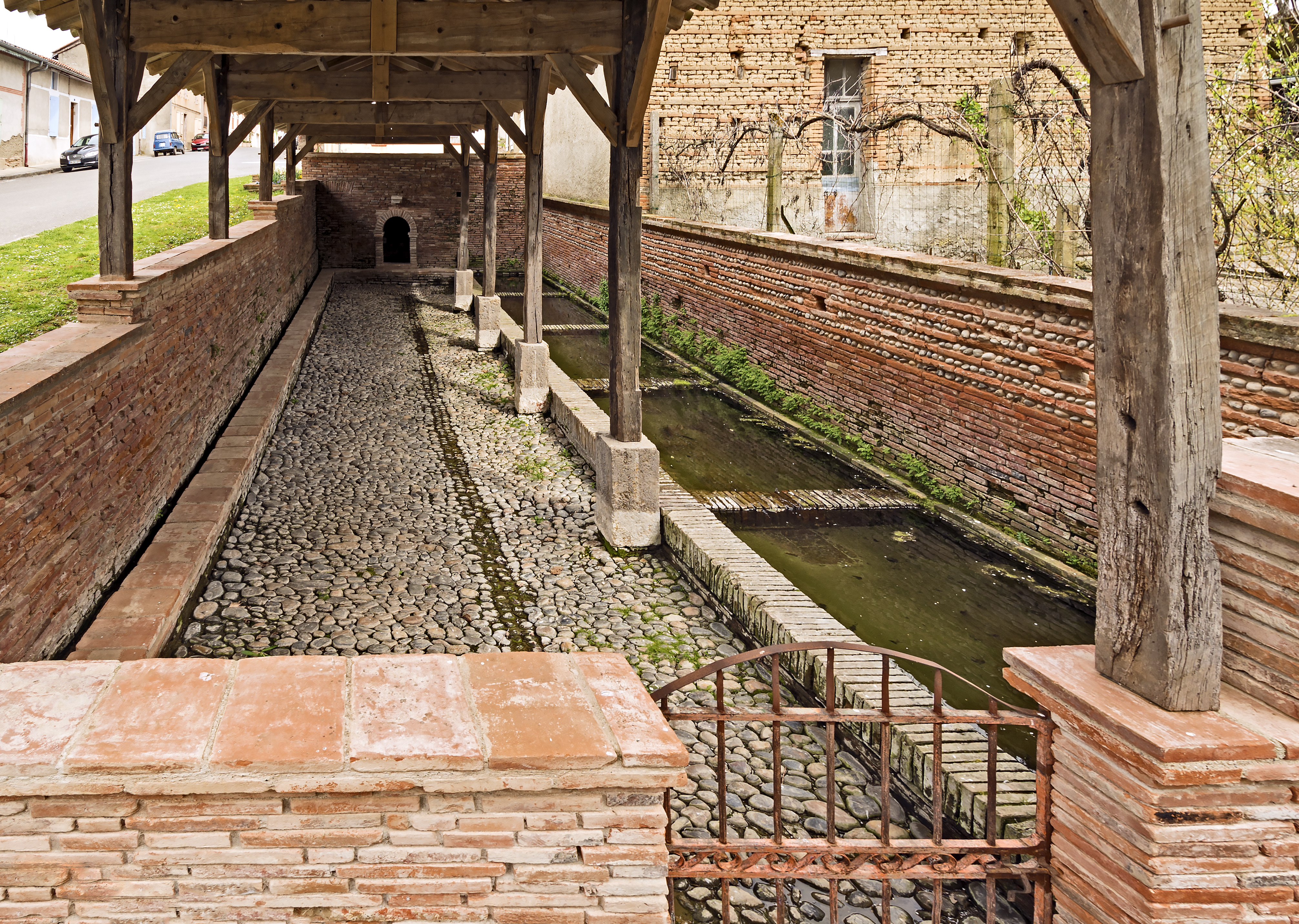
Lavoir - vue de l’intérieur.
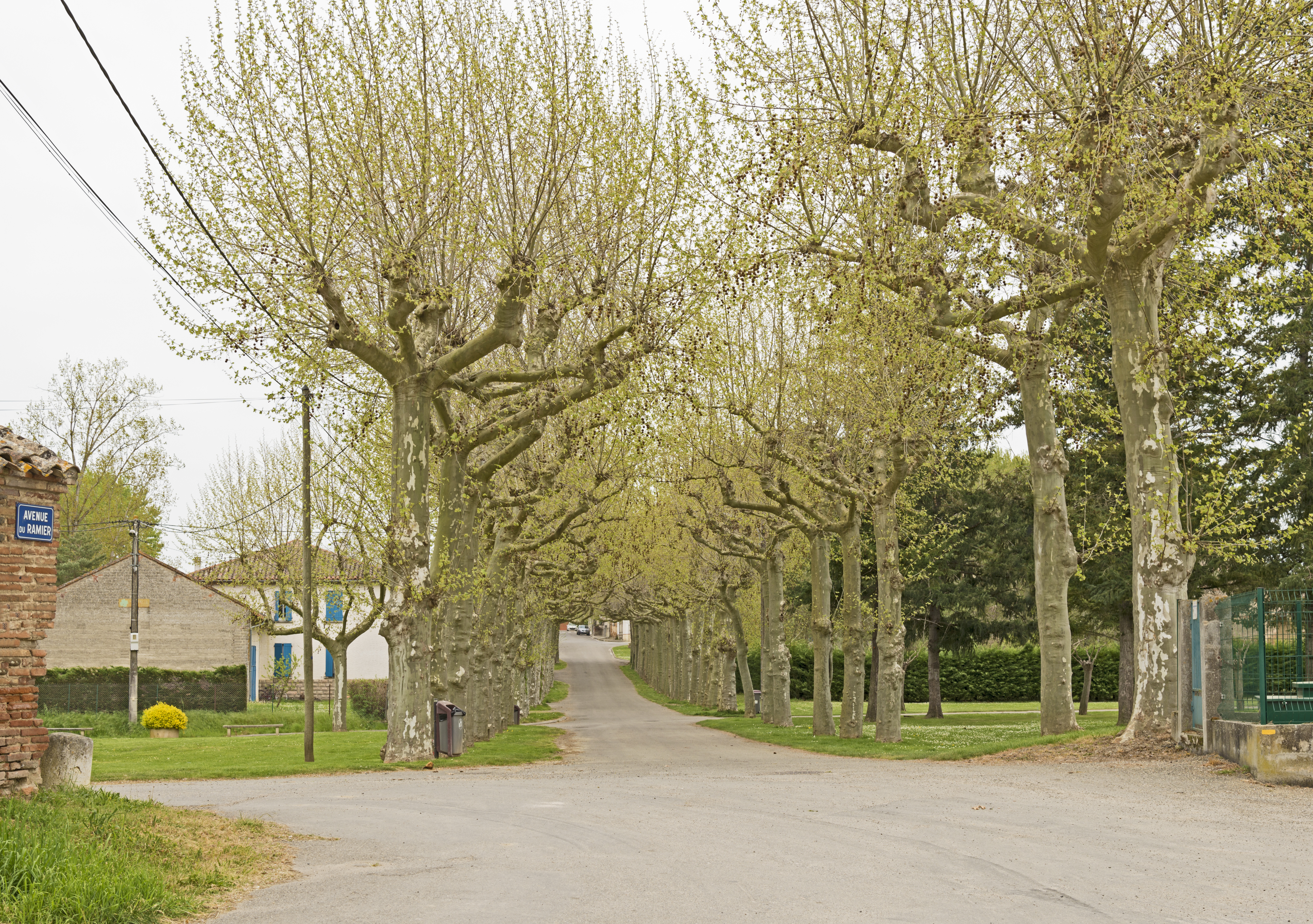
Avenue du Ramier.

### Héraldique
| Blason de Finhan | Blason  | De gueules au pal d'or, accosté de deux losanges du même. |
| Blason de Finhan | Détails | Le statut officiel du blason reste à déterminer.          |

## Pour approfondir